# Mariara
Mariara è una città del Venezuela situata nello Stato di Carabobo e in particolare nel comune di Diego Ibarra.